# ازکور
ازکور (به فرانسوی: Azgour) یک شهرک در مراکش است که در استان حوز واقع شده‌است. ازکور ۶٬۳۱۴ نفر جمعیت دارد.